# Rena Lebar
Rena Lebar is een bestuurslaag in het regentschap Bengkulu Tengah van de provincie Bengkulu, Indonesië. Rena Lebar telt 961 inwoners (volkstelling 2010).